# Patrick Ewing
Patrick Aloysius Ewing (født 5. august 1962, i Kingston, Jamaica) er en amerikansk tidligere basketballspiller.

## Basketballkarriere
Ewing tilbragte størstedelen af sin NBA-karriere hos New York Knicks, hvor han spillede fra 1985 til 2000. Han nåede desuden at spille en enkelt sæson hos henholdsvis Seattle SuperSonics og Orlando Magic. Han regnes ofte som en af sin tids allerbedste spillere på center-positionen, og er blandt andet 11 gange blevet udtaget til NBA's All-Star hold.
I 2008 blev Ewing optaget i Naismith Memorial Basketball Hall of Fame.

### Landshold
Ewing repræsenterede i 1984 og 1992 det amerikanske landshold ved henholdsvis OL i Los Angeles og OL i Barcelona. I 1984 var den formodet stærkeste nation ud over USA, Sovjetunionen, ikke med, da landet boykottede legene, efter at USA havde boykottet de forrige lege i Moskva. På det amerikanske hold var denne gang ud over Ewing også den senere berømte spiller Michael Jordan, og amerikanerne vandt alle deres kampe i indledende runde overbevisende. I kvartfinalen blev det en mere beskeden sejr over Vesttyskland, mens en semifinalesejr over Canada bragte holdet i finalen. Her mødte de for anden gang i turneringen Spanien og sikrede sig guldet med sejrscifrene 96-65; Jugoslavien vandt bronze.
Da professionelle spillere fik adgang til legene, stillede USA med en række af de bedste spillere fra NBA ved OL 1992 i Barcelona, et hold der blev benævnt "Dream Team", som også inkluderede Jordan og Ewing. Amerikanerne vandt da også sikkert alle kampene i indledende pulje, hvorpå de besejrede Puerto Rico og Litauen i kvart- og semifinalen. Finalen blev et opgør mod Kroatien, der havde revanche til gode fra indledende pulje, men heller ikke her levnede amerikanerne modstanderne en chance, da de vandt med 117-85 og dermed sikrede sig den ventede guldmedalje, mens Kroatien fik sølv og Litauen bronze.

## Videre karriere
Efter afslutningen af sin karriere arbejdede Ewing i en årrække som basketballtræner. Han var hjælpetræner for Washington Wizards, Houston Rockets og Orlando Magic.